# Aymon II de Challant
Pour les articles homonymes, voir Aymon de Challant et Aymon II.
Aymon II de Challant (également italianisé en Aimone di Challant) (né vers 1305 mort vers 1388). Noble valdôtain de la maison de Challant, seigneur de Fénis-Ussel et Saint-Marcel. Il est pendant près de 50 ans au service de la maison de Savoie.

## Biographie
Aymon de Challant était le fils de Godefroy II de Challant, fils aîné prédécédé, d’Ebal Ier de Challant et d’une noble génoise Béatrice Fieschi.
Lors de la signature des accords familiaux de mars et avril 1337 qui mettent fin au litige qui l’avait opposé avec son frère Ebal II de Challant à ses quatre oncles, il reçoit en partage de l’héritage de son grand-père paternel Ebal Ier de Challant le fief de Fénis.
Armé chevalier par le comte de Savoie, il effectue une longue carrière militaire et diplomatique au service de la maison de Savoie : châtelain de Lans de 1332 à 1357, chatelain de Maurienne, Veillane, Chambéry, Tarentaise, Suse, Montmélian, Ivrée, Bard (1371-1388), Sallanches (charges qu’il occupe successivement entre 1331 et sa mort), gouverneur d’Ivrée en 1349 et bailli du Val de Suse et de Savoie de 1353 à 1356. Il est également ambassadeur à la cour de France (1355), conseiller (1362) du comte de Savoie et gouverneur d’Aoste en 1381.
Après avoir commencé sa carrière sous le comte Aymon de Savoie, et avoir été l'exécuteur testamentaire de Marguerite de Savoie, la veuve de Jean Ier de Montferrat en 1349, il est encore le gouverneur et le conseiller d’Amédée VII de Savoie en 1383…
Aymon de Challant est le premier membre de la maison de Challant à être décoré en 1383 de l’ordre du collier de Savoie du futur ordre de la Très Sainte Annonciade.
Vers 1340 il commence une première grande campagne de réfection du Château de Fénis de laquelle provient vraisemblablement le corps central de forme pentagonale que l’on peut voir encore de nos jours. Une seconde campagne de reconstruction à sans doute été effectuée à son initiative une vingtaine d’années plus tard.
Les 23 octobre 1354 et 24 février 1357, il avait reçu d’Amédée VI de Savoie le fief d’Aymavilles et commencé la restauration du château, notamment l’édification des quatre tours d’angle à plan circulaire.
À sa mort vers 1385/1387 selon les clauses de ses testaments des 28 septembre 1375 et 19 avril 1377 ; le fief et le château de Fénis reviennent à son fils aîné Boniface Ier de Challant qui poursuivra l’œuvre de reconstruction de son père et agrandira le château. Son second fils Amédée recevra le fief d’Aymavilles, et sera à l’origine de la lignée des Challant- Aymavilles

## Union et descendance
Aymon II de Challant avait épousé Fiorina Provana (it), fille de Franceschino Provana seigneur de Leynì, de laquelle sont issus une dizaine d’enfants dont : 
- Boniface († 1426), successeur, maréchal de Savoie (1384-1418).
- Amédée, seigneur d’Aymavilles ancêtre de la seconde lignée des comtes de Challant.
- Guillaume († 1431), évêque de Lausanne (1406-1431).
- Antoine († 1418), archevêque de Tarantaise (1405-1418), cardinal-diacre de Santa Maria in Via Lata (1404), cardinal-prêtre de Sainte-Cécile (1412)
- Béatrice, épouse d'Antoine, comte de Valperga et de Valpergato.
- Marguerite, épouse de Jean, comte de Castellamonte.
- Alasie, épouse d'Antoine de Valperga, seigneur de Mazzè.
- Bonne, morte en 1434, dame d'honneur de la comtesse de Savoie, épouse le chevalier Guy de Grolée, seigneur de Saint-André-de-Briord.